# Titanatemnus equester
Titanatemnus equester är en spindeldjursart som först beskrevs av With 1905.  Titanatemnus equester ingår i släktet Titanatemnus och familjen Atemnidae. Inga underarter finns listade i Catalogue of Life.